# Kiss My Eyes
Singles de Bob Sinclar
The Beat Goes On
(2002) Love Generation
(2005)
Kiss My Eyes est le second single de Bob Sinclar issu de l'album III interprété par Camille Lefort. Le clip, avec Jean-Claude Van Damme, est réalisé par Denis Thybaud.

## Classement par pays
| Pays          | Meilleure position |
| ------------- | ------------------ |
| Belgique Wa   | 37                 |
| Belgique Vl   | 17                 |
| France Top 50 | 34                 |
| Pays-Bas      | 79                 |